# Geraardsbergen
Geraardsbergen (tiếng Pháp: Grammont) là một thành phố và đô thị tọa lạc ở tỉnh Oost-Vlaanderen. Đô thị này bao gồm thành phố of Geraardsbergen và các thị trấn sau: Goeferdinge, Grimminge, Idegem, Moerbeke, Nederboelare, Nieuwenhove, Onkerzele, Ophasselt, Overboelare, Schendelbeke, Smeerebbe-Vloerzegem, Viane, Waarbeke, Zandbergen và Zarlardinge. 

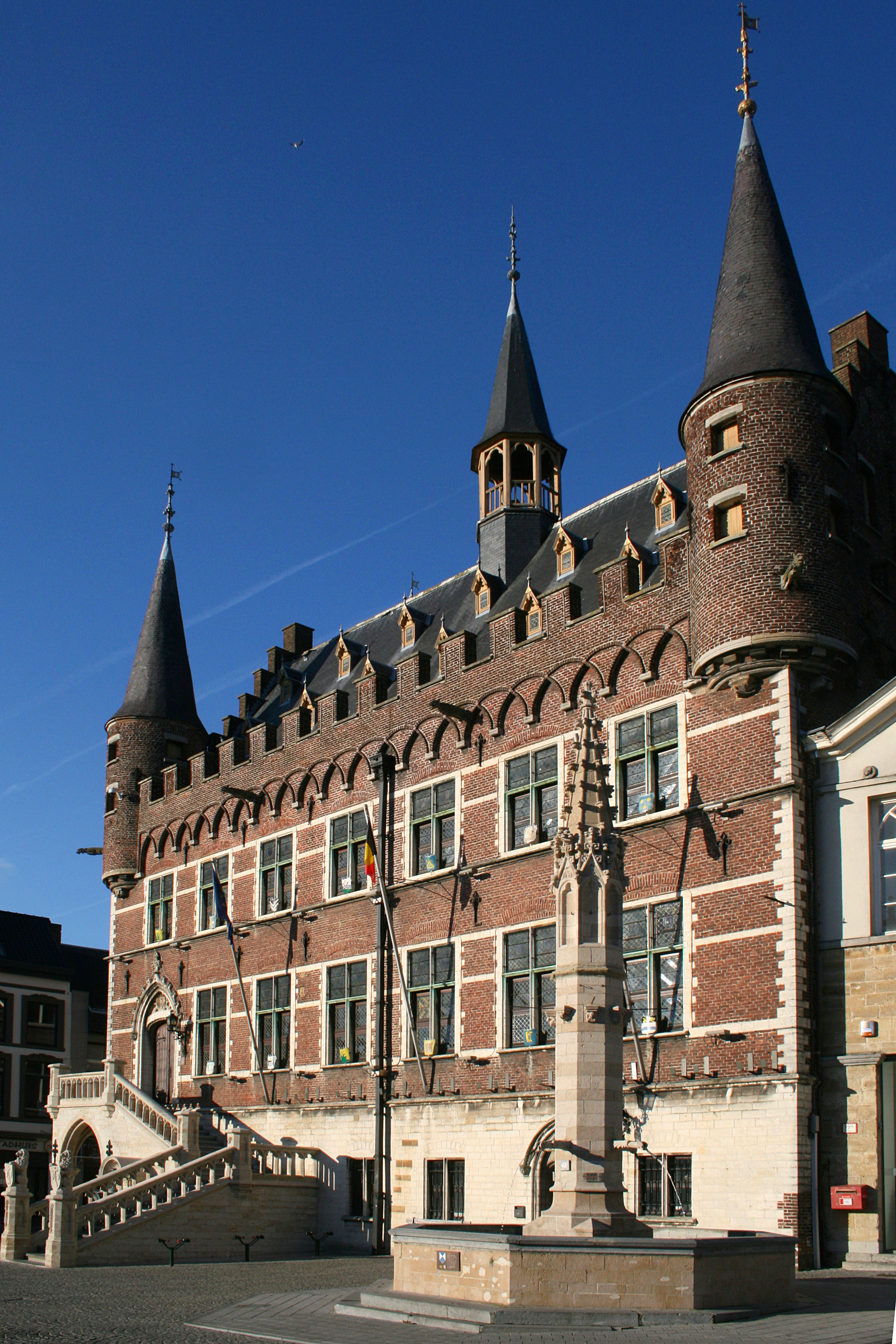

Tại thời điểm ngày 1 tháng 1 năm 2006, Geraardsbergen có tổng dân số 31.380 người. Tổng diện tích là 79,71 km² với mật độ dân số là 394 người trên mỗi km².